# Morpho virescens
Morpho virescens är en fjärilsart som beskrevs av Le Cerf 1925. Morpho virescens ingår i släktet Morpho och familjen praktfjärilar. Inga underarter finns listade i Catalogue of Life.